# Парас (Нуэво-Леон)
Пара́с (исп. Parás) — малый город в Мексике, штат Нуэво-Леон, входит в состав одноимённого муниципалитета и является его административным центром. Численность населения, по данным переписи 2020 года, составила 740 человек.

## История
Поселение было основано 17 февраля 1851 года, и названо в честь первого губернатора штата Нуэво-Леон — Хосе Мария Параса.